# Lotta Henttala
Lotta Henttala  (geboren Lotta Lepistö, Noormarkku, 28 juni 1989) is een Fins voormalig wielrenster. Zij won meerdere keren het Fins kampioenschap op de weg en in de tijdrit.

## Loopbaan
Lepistö werd in 2006 Fins kampioene bij de junioren en vanaf 2012 elk jaar Fins kampioene bij de elite op de weg en vanaf  2014 ook elk jaar in de tijdrit.

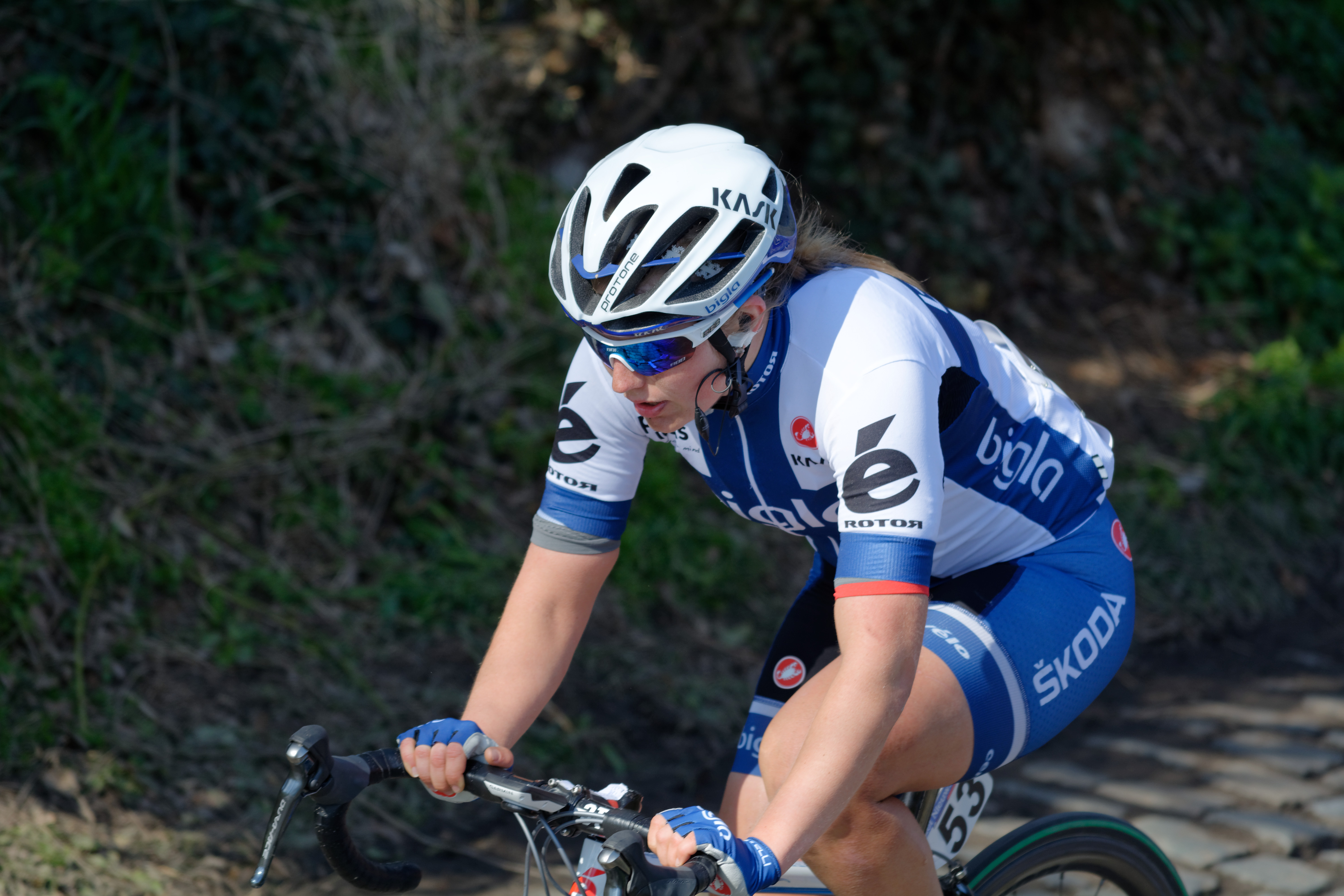
In de Ronde van Vlaanderen 2015

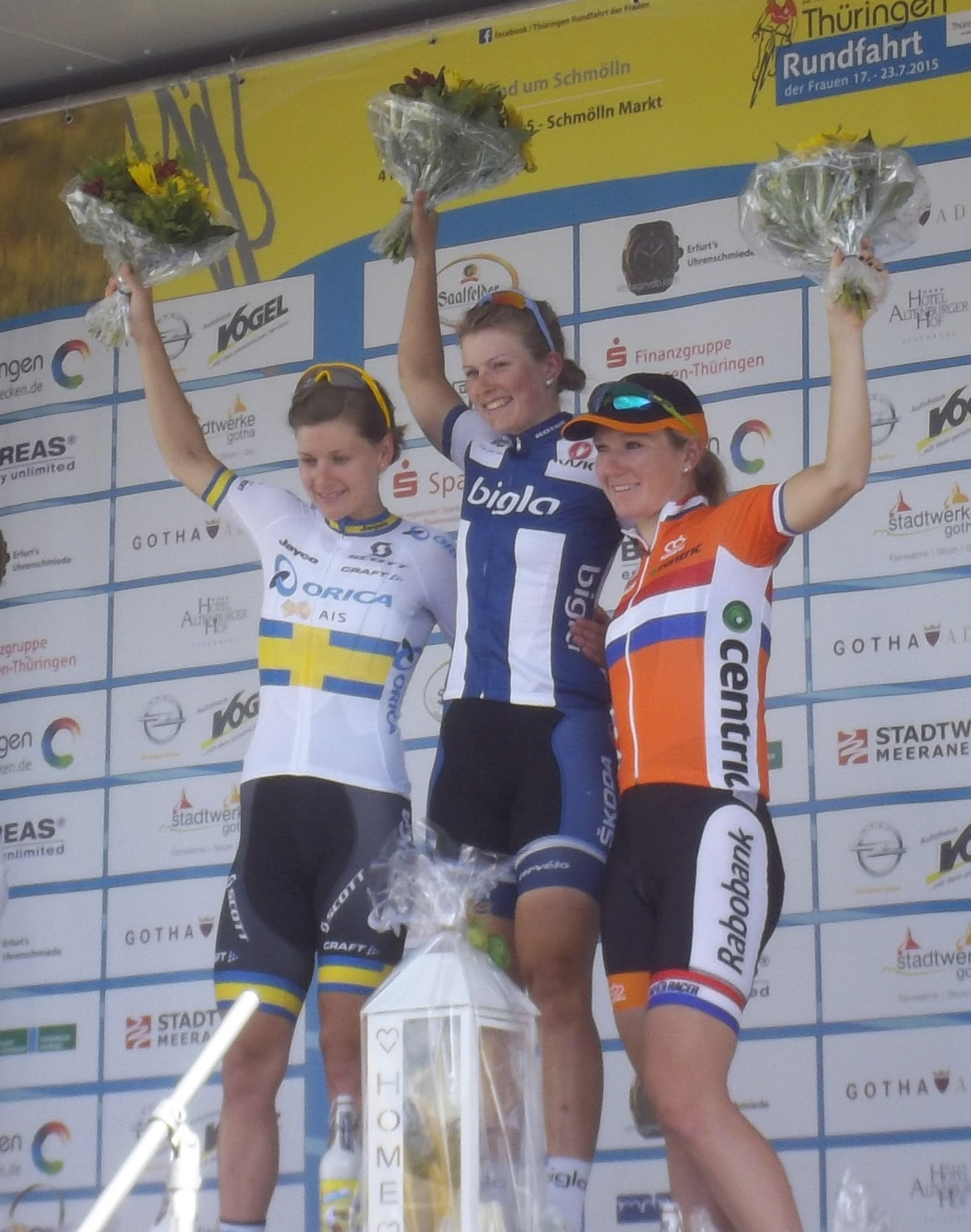
Ritwinst in Thüringen 2015

In 2014 tekende ze bij Bigla Pro Cycling Team en ze werd in dat jaar derde in de Sparkassen Giro en vierde in de Trofee Maarten Wynants. Een jaar later won ze de vierde etappe van de Ronde van Thüringen en ze won het puntenklassement in de Auensteiner Radsporttage. Ook werd ze dat jaar vierde in de Sparkassen Giro en in de GP de Dottignies en vijfde in de wereldbekerwedstrijd Ronde van Chongming en eveneens vijfde in tweede editie van La Course op de Avenue des Champs-Élysées in Parijs.

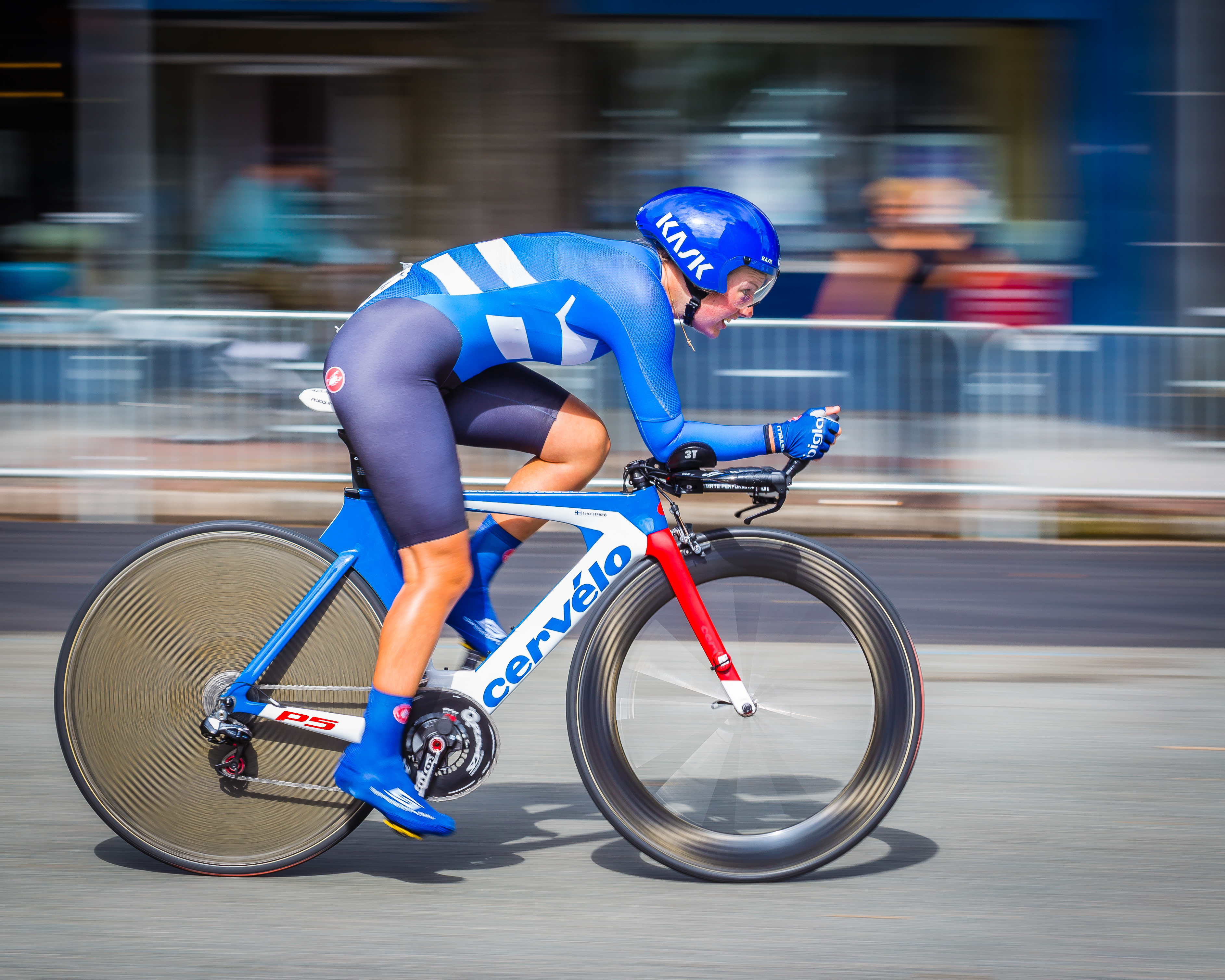
WK Tijdrijden 2015

In het voorjaar van 2016 werd ze derde in de Omloop van het Hageland en in de Pajot Hills Classic. Op 13 april won ze de proloog van de Spaans-Baskische rittenkoers Emakumeen Bira en op 30 april won ze de eerste etappe van de Luxemburgse GP Elsy Jacobs. In mei won ze in Zwitserland de GP Cham-Hagendorn en in juni won ze de slotrit van de Britse World Tourwedstrijd The Women's Tour. Op 24 juli werd ze tweede in La Course achter Chloe Hosking en voor Marianne Vos.

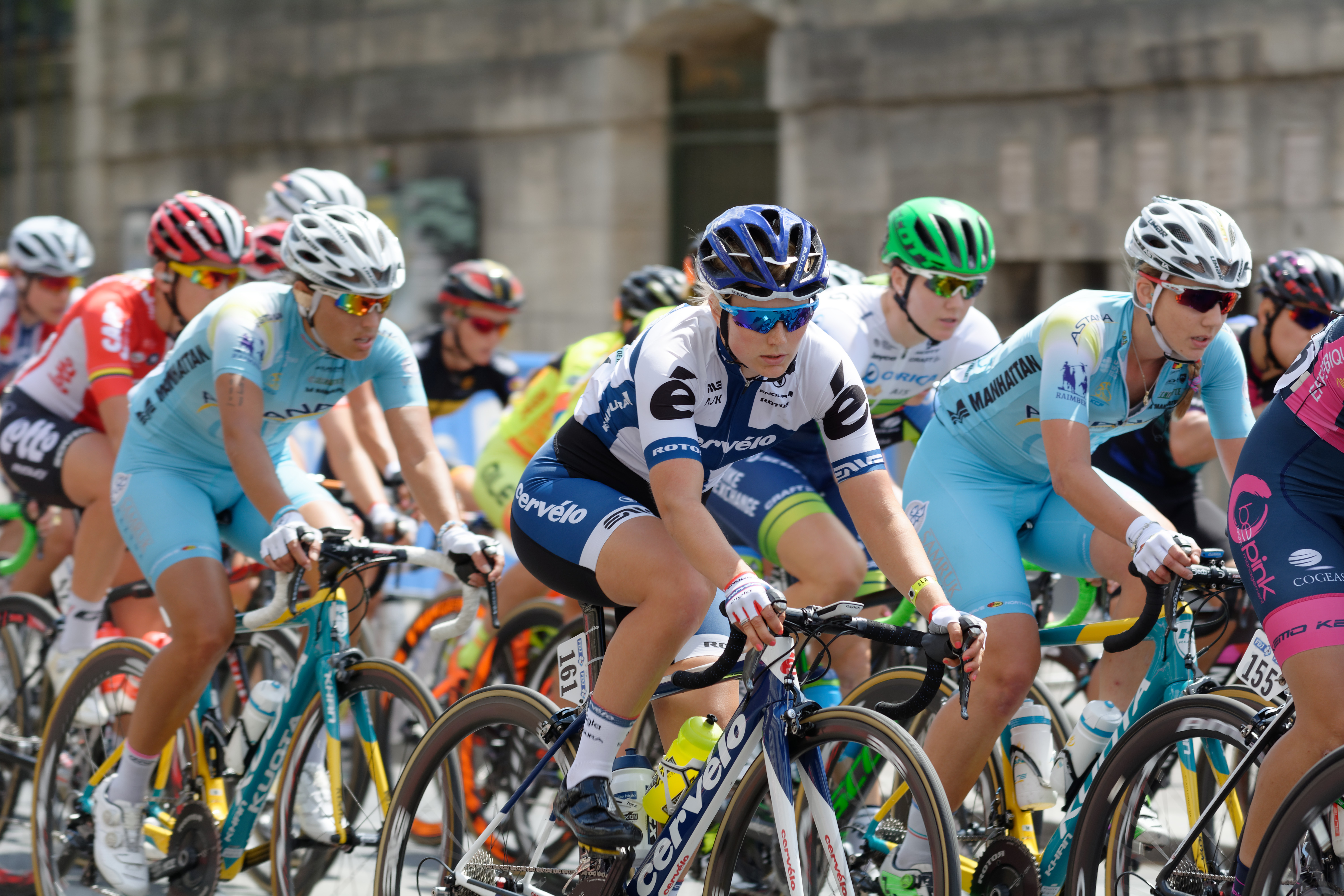
In La Course 2016

Lepistö werd in augustus namens Finland 17e in de tijdrit en 51e in de wegrit tijdens de Olympische Zomerspelen 2016 in Rio de Janeiro. Later die maand won ze zilver in zowel de wegrit als de ploegentijdrit van de Open de Suède Vårgårda. In oktober won Lepistö brons tijdens zowel het wereldkampioenschap op de weg (achter winnares Amalie Dideriksen en Kirsten Wild), als tijdens het WK ploegentijdrit, met Cervélo-Bigla. Eén week erna werd ze wederom derde, deze keer in de individuele tijdrit Chrono des Nations, op ruim één minuut achter winnares Ann-Sophie Duyck.
In 2017 won ze in één week de voorjaarsklassiekers Dwars door Vlaanderen en de World Tourwedstrijd Gent-Wevelgem. In de Giro Rosa won ze de zesde etappe en werd tweede in de derde etappe.
Ze reed vanaf 2014 vijf jaar voor Bigla Pro Cycling Team en diens opvolger Cervélo-Bigla. In 2019 en 2020 reed ze voor Trek-Segafredo. In 2021 maakte ze de overstap naar Ceratizit-WNT, maar na vijf koersdagen in mei ging ze met zwangerschapsverlof en in januari 2022 beviel ze van een zoon. In september 2022 maakte haar nieuwe ploeg AG Insurance-Soudal Quick-Step bekend dat ze in 2023 terugkeert in het peloton. Vanaf 2024 komt ze uit voor EF Education-Cannondale. In mei 2024 won ze de eerste etappe van de Ronde van Burgos, door onder andere Lorena Wiebes te verslaan in een massasprint.

### Privéleven
Lotta Lepistö trouwde op 26 oktober 2019 met wielrenner Joonas Henttala en draagt sindsdien zijn naam. In januari 2022 beviel ze van hun zoon.

## Overwinningen
2006
 Fins kampioene op de weg, Junioren
2012
 Fins kampioene op de weg, Elite
2013
 Fins kampioene op de weg, Elite
2014
 Fins kampioene tijdrijden, Elite
 Fins kampioene op de weg, Elite
2015
 Fins kampioene tijdrijden, Elite
 Fins kampioene op de weg, Elite
 Puntenklassement Auensteiner Radsporttage
4e etappe Ronde van Thüringen
2016
 Fins kampioene tijdrijden, Elite
 Fins kampioene op de weg, Elite
 WK op de weg, Doha
 WK Ploegentijdrit (met Cervélo-Bigla), Doha
Proloog Emakumeen Bira
1e etappe GP Elsy Jacobs
5e etappe The Women's Tour (WWT)
SwissEver GP Cham-Hagendorn
2017
 Fins kampioene tijdrijden, Elite
 Fins kampioene op de weg, Elite
Gent-Wevelgem (WWT)
Dwars door Vlaanderen
6e etappe Giro Rosa (WWT)
Open de Suède Vårgårda (wegrit) (WWT)
2018
 Fins kampioene tijdrijden, Elite
 Fins kampioene op de weg, Elite
5e etappe OVO Women's Tour (WWT)
Proloog Giro della Toscana
2019
2e en 4e etappe Setmana Ciclista Valenciana
1e etappe Healthy Ageing Tour
2023
 Fins kampioenschap op de weg
 Fins kampioenschap tijdrijden
2024
1e etappe Ronde van Burgos (WWT)
2025
Trofeo Marratxi-Felanitx

### Resultaten in voornaamste wedstrijden
| Jaar | Gent-Wevelgem | Ronde van Vlaanderen | Parijs-Roubaix | Amstel Gold Race | Luik-Bast.‑Luik | Omloop van het Hageland | Dwars door Vlaanderen | La Course by Le Tour de France |  | WK op de weg |
| ---- | ------------- | -------------------- | -------------- | ---------------- | --------------- | ----------------------- | --------------------- | ------------------------------ |  | ------------ |
| 2013 |               |                      |                |                  |                 |                         |                       |                                |  | opgave       |
| 2014 | 35e           |                      |                |                  |                 |                         |                       | 56e                            |  | opgave       |
| 2015 | 16e           | opgave               |                |                  |                 |                         |                       | 5e                             |  | 40e          |
| 2016 | 20e           | 28e                  |                |                  |                 | ↑                       |                       | ↑                              |  | ↑            |
| 2017 | ↑             | opgave               |                |                  | 96e             | 4e                      | ↑                     |                                |  | opgave       |
| 2018 | 66e           | 68e                  |                | 8e               |                 |                         | 21e                   | buit.tijd                      |  | opgave       |
| 2019 | 15e           | opgave               |                |                  |                 | ↑                       | 20e                   |                                |  |              |
| 2020 |               |                      |                |                  |                 | 7e                      |                       |                                |  |              |
| 2024 | 66e           |                      | opgave         |                  |                 |                         |                       |                                |  |              |

## Ploegen
- 2014 –  Bigla Pro Cycling Team
- 2015 –  Bigla Pro Cycling Team
- 2016 –  Cervélo-Bigla
- 2017 –  Cervélo-Bigla
- 2018 –  Cervélo-Bigla
- 2019 –  Trek-Segafredo
- 2020 –  Trek-Segafredo
- 2021 –  Ceratizit-WNT Pro Cycling
- 2023 –  AG Insurance-Soudal Quick-Step
- 2024 –  EF-Oatly-Cannondale[a]
- 2025 –  EF-Oatly-Cannondale tot 8 augustus[6]

Aubry · Ehrler · Gebhardt · Hahn · Hanselmann · Heather · Hogan · Hranaiova · Koedooder · Lepistö · Weiss · Zwick
Aubry · Baur · Hanselmann · Klein · Koedooder · Koppenburg · Laws · Lepistö · Moolman-Pasio · Numainville · Olds · Schweizer · Slappendel · Small · van Vleuten
Hanselmann · Horne · Klein · Koppenburg · Lepistö · Moolman-Pasio · Numainville · Pilote-Fortin · Pohl · Small
Dragoo · Hanselmann · Horne · Klein · Koppenburg · Lepistö · Moolman-Pasio · Perchtold · Pikulik · Pilote-Fortin · Pohl · Uttrup Ludwig · Vilmann
Duyck · Hanselmann · Koppenburg · Lepistö · Moolman-Pasio · Norsgaard · Rose · Uttrup Ludwig · Vilmann
Batty · Cordon-Ragot · Deignan · Hanson · Lepistö · Longo Borghini · Neff · Noble · Paternoster · Plichta · Richards · Swartz · van Dijk · Van Twisk · Wiles · Winder · Worrack
Bäckstedt · Batty · Brand · Cordon-Ragot · Deignan · Hanson · Henttala · Longo Borghini · Paternoster · Plichta · Richards · Swartz · van Dijk · Van Twisk · Wiles · Winder · Worrack
Asencio · Banks · Brauße · Brennauer · Confalonieri · Hammes · Henttala · Lach · Leth · Magnaldi · Rijkes · Teutenberg · Vieceli · Wild
Benito · Boogaard · Borgström · Ghekiere · Goossens · Henttala · Kasper · Knaven · Louw · Masetti · Meertens · Moolman-Pasio · Pluimers · Rijnbeek · Steigenga · Wollaston
Armitage · Borghesi · Cadzow · Emond · Ewers · Faulkner   · Henttala · Jackson · Kakita (vanaf 31/7) · Kessler · Knaven (vanaf 24/6) · Koppenburg · Labecki · Quinn · Rüegg · Stannard · Vallieres
Armitage (tot 1/4) · Berton · Borghesi · Cadzow · Christie · Emond · Ewers · Faulkner   · Henttala · Jackson · Kerbaol · Kessler · Kingma (vanaf 27/6) · Knaven · Roy · Rüegg · Vallieres · Volstad · van der Wolf